# Fosfopiruvat hidrataza
U enzimologiji, fosfopiruvat hidrataza (EC 4.2.1.11) je enzim koji katalizuje hemijsku reakciju
2-fosfo--glicerat {\displaystyle \rightleftharpoons } fosfoenolpiruvat + 
Ovaj enzim ima jedan supstrat, 2-fosfo-D-glicerat, i dva produkta, fosfoenolpiruvat i .
Ovaj enzim pripada familiji lijaza, specifično hidrolijaza, koji presecaju ugljenik-kiseonik veze. Sistematsko ime ove klase enzima je 2-fosfo--glicerat hidrolijaza (fosfoenolpiruvat formirajuća). Druga imena u čestoj upotrebi su: enolaza, 2-fosfoglicerat dehidrataza, 14-3-2-protein, specifična enolaza nervnog sistema, fosfoenolpiruvat hidrataza, 2-fosfoglicerat dehidrataza, 2-fosfoglicerinska dehidrataza, 2-fosfoglicerat enolaza i gama-enolaza. Ovaj enzim učestvuje u glikolizi/glukoneogenezi. Jedan od poznatih inhibitora je fosfonoacetohidroksamat. Ljudski gen za ovaj enzim je ENO2.

## Strukturne studije
Neke od rešenih struktura enzima ove klase su: 1E9I, 1EBG, 1EBH, 1ELS, 1IYX, 1L8P, 1NEL, 1OEP, 1ONE, 1P43, 1P48, 1PDY, 1PDZ, 1TE6, 1W6T, 2AKM, 2AKZ, 2AL1, 2AL2, 2FYM, 2ONE, 2PA6, 3ENL, 4ENL, 5ENL, 6ENL, and 7ENL.

## Literatura
- Holt A, Wold F (1961). „The isolation and characterization of rabbit muscle enolase”. J. Biol. Chem. 236: 3227—31. PMID 13908561.
- Westhead EW, McLain G (1964). „A Purification of Brewers' and Bakers' Yeast Enolase Yielding a Single Active Component”. J. Biol. Chem. 239: 2464—8. PMID 14235523.
- Nicholas C. Price; Lewis Stevens (1999). Fundamentals of Enzymology: The Cell and Molecular Biology of Catalytic Proteins (Third изд.). USA: Oxford University Press. ISBN 019850229X.
- Eric J. Toone (2006). Advances in Enzymology and Related Areas of Molecular Biology, Protein Evolution (Volume 75 изд.). Wiley-Interscience. ISBN 0471205036.
- Branden C; Tooze J. Introduction to Protein Structure. New York, NY: Garland Publishing. ISBN 0-8153-2305-0.
- Irwin H. Segel. Enzyme Kinetics: Behavior and Analysis of Rapid Equilibrium and Steady-State Enzyme Systems (Book 44 изд.). Wiley Classics Library. ISBN 0471303097.
- William P. Jencks (1987). Catalysis in Chemistry and Enzymology. Dover Publications. ISBN 0486654605.